# هدى درويش (مطربة)
هدى درويش (توفيت 26 نوفمبر 1991)، هي مطربة سورية بزغ نجمها في اواخر السبيعينات وأوائل الثمانينات من القرن العشرين
تُعتبر من أوائل من غنى الأغاني الخفيفة السائدة الآن، شاركت في فيلم إمبراطورية غوار.